# Czesław Żołędowski

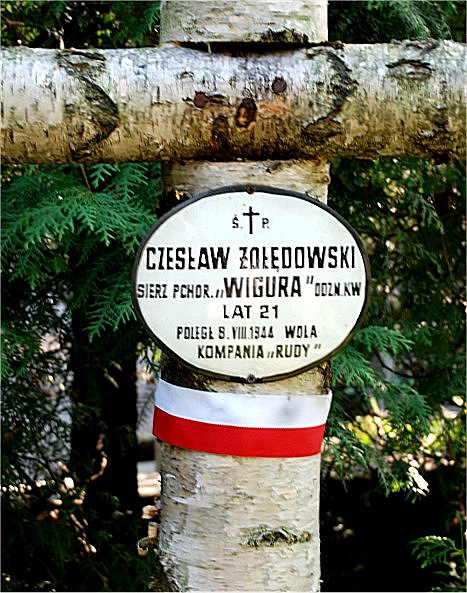
Krzyż na Powązkach Wojskowych

Czesław Żołędowski ps. Wigura (ur. 16 czerwca 1923 w Warszawie, zm. 8 lub 11 sierpnia 1944 tamże) – sierżant podchorąży, uczestnik powstania warszawskiego w szeregach I plutonu „Sad” 2. kompanii „Rudy” batalionu „Zośka” Armii Krajowej.

## Życiorys
Syn Wiktora. Podczas niemieckiej okupacji działał w polskim podziemiu zbrojnym. Należał do Hufca Wola Grup Szturmowych Szarych Szeregów. Uczestniczył w „akcji Sieczychy”, znajdował się w grupie Ubezpieczenie od strony Długosiodła. Ukończył tajną podchorążówkę.
W powstaniu warszawskim walczył na Woli. Poległ najprawdopodobniej 11 sierpnia 1944 w walkach na cmentarzu żydowskim przy ulicy Okopowej. Miał 21 lat. Pochowany w kwaterach żołnierzy i sanitariuszek batalionu „Zośka” na Powązkach Wojskowych w Warszawie (kwatera A20-3-4).
Został odznaczony Krzyżem Walecznych.